# Prepar3D
Prepar3D è una piattaforma di simulazione, sviluppata da Lockheed Martin, dopo che quest'ultima ha acquistato i diritti della serie Flight Simulator da Microsoft. Il simulatore è stato sviluppato con il motore grafico ESP (con cui era stato sviluppato Microsoft Flight Simulator X) il quale è stato ulteriormente migliorato per quanto riguarda la stabilità e la veste grafica. Offerto per scopi professionali o accademici, il software consente agli utenti di creare scenari educativi in aria, mare e terra. Per quanto venga definito videogioco da alcune testate non del settore, Lockheed Martin stessa ribadisce che ogni utilizzo fuori dal professionale/accademico è escluso, non essendo un prodotto mirato al mercato dell'intrattenimento ricreativo.

## Licenze
Prepar3D può essere acquistato sul sito ufficiale, solo in forma digitale (download) ed è disponibile in 4 differenti versioni.
- Professional: per l'utilizzo in ambito professionale (al prezzo di 199,99 $)
- Professional Plus: per l'utilizzo in ambito addestramento militare (al prezzo di 2500,00 $)
- Academic: per l'utilizzo in ambito privato e scolastico (al prezzo di 59,95 $)
- Professional Developer: versione di prova per gli sviluppatori (con un abbonamento mensile, semestrale o annuale a partire al prezzo di 9,95 $)

## Aerei disponibili
Prepar3D v5 offre una vasta gamma di velivoli (e non solo velivoli)
- AC11 Commander 114
- Civilian Utility Aircraft Single Engine
- Deep Sea Submarine
- Extra 300s
- Lockheed C-69 Constellation
- Lockheed Electra 10A
- Lockheed L049 Constellation
- Lockheed P-38 Lightning
- Lockheed Martin AC-130H
- Lockheed Martin C-130H
- Lockheed Martin C-130J
- Lockheed Martin C-130J-30
- Lockheed Martin F-16A
- Lockheed Martin F-16AM
- Lockheed Martin F-16C
- Lockheed Martin F-22 Raptor
- Lockheed Martin F-35A Lightning II
- Lockheed Martin F-35B Lightning II
- Lockheed Martin F-35C Lightning II
- Lockheed Martin Fury 1500
- Lockheed Martin HC-130H
- Lockheed Martin Indago UAS (drone)
- Lockheed Martin KC-130H
- Maule Orion
- Maule Orion on Skies
- Moony Acclaim
- Mooney Bravo
- Piper J-3 Cub
- Pusher Drone
- Robinson R-22 (elicottero)
- Sikorsky CH-53E Siper Stallion (elicottero)
- Sikorsky MH-60K (elicottero)
- Sikorsky MH-60R (elicottero)
- Sikorsky MH-60S (elicottero)
- Sikorsky S-70A (elicottero)
- Sikorsky UH-60A (elicottero)
- Sikorsky UH-60L/60M/60Q (elicottero)
- Submarine Ohio Class (sottomarino)
- Turboprop Trainer Aircraft

## Specifiche hardware
Prepar3D versione 6.0
Requisiti minimi
- Sistema Operativo: Windows 10 1809
- Processore: Quad Core 3.0 GHz
- Memoria RAM: 8 GB
- Hard Disk: 85 GB liberi (3 GB per l'SDK) M.2 o unità a stato solido (SSD)
- Scheda Video: 4 GB  DirecX 12

Requisiti consigliati
- Sistema Operativo: Windows 11
- Processore: Octa Core 3.7 GHz +
- Memoria RAM: 32 GB +
- Hard Disk: 85 GB liberi (3 GB per l'SDK) M.2 o unità a stato solido (SSD)
- Scheda Video: 8 GB + DirecX 12

## Cronologia versioni
- Versione 1.0 Novembre 2010
- Versione 1.1 Aprile 2011
- Versione 1.2 Settembre 2011
- Versione 1.3 Marzo 2012
- Versione 1.4 Agosto 2012
- Versione 2.0 Novembre 2013
- Versione 2.1 Febbraio 2014
- Versione 2.2 Aprile 2014
- Versione 2.3 Agosto 2014
- Versione 2.4 Settembre 2014
- Versione 2.5 Febbraio 2015
- Versione 3.0 Settembre 2015
- Versione 3.1 Dicembre 2015
- Versione 3.2 Marzo 2016
- Versione 3.3 Giugno 2016
- Versione 3.4 Settembre 2016
- Versione 4.0 Maggio 2017
- Versione 4.1 Ottobre 2017
- Versione 4.2 Febbraio 2018
- Versione 4.3 Giugno 2018
- Versione 4.4 Novembre 2018
- Versione 4.5 Aprile 2019
- Versione 5.0 Aprile 2020
- Versione 5.1 Ottobre 2020
- Versione 5.2 Giugno 2021
- Versione 5.3 Dicembre 2021
- Versione 5.4 Maggio 2023
- Versione 6.0 Giugno 2023
- Versione 6.1 Dicembre 2023

## Compatibilità
Avendo codice sorgente molto simili, Prepar3D può accogliere tutti gli aerei di Microsoft Flight Simulator X e molti add-on sviluppati per quest'ultimo.
Dalla versione 3.0 supporta ufficialmente il visore Oculus Rift.
Dalla versione 4.0 è stata aggiunta la compatibilità con i 64 bit.
Dalla versione 4.4 è stata aggiunta la modalità PBR o Physically based rendering
Dalla versione 5.0 sono state introdotte le DirectX 12